# Справжня людина (фільм)
«Справжня людина» (дан. Et rigtigt menneske) — драматичний фільм режисера Оке Сандґрена, знятий у 2001 році. Світова прем'єра стрічки відбулася 27 квітня 2001 року в Данії.

## Сюжет
Семирічна Ліза знає, що вдома за шпалерами живе примара її старшого брата – дитяти, якому її вічно зайняті батьки не захотіли подарувати життя. Ліза гине в автокатастрофі, перетворюється на маленьку фею і благословляє брата на дорогу в світ, тим більше, що старий будинок зруйновано й привидові нічого не залишається, як знайти плоть і поневірятися по світу. Хлопець, за дивним збігом обставин наречений Ахмедом, володіє душею і досвідом новонародженого.

## У ролях
- Ніколай Лі Каас — П
- Петер Мюґінд — Волтер
- С'юзан Ольсен — Шарлот
- Троельс Мунк — Стромболі

## Нагороди
Загалом стрічка отримала 9 нагород, зокрема:
- Дні Скандинавського кіно в Любеку (2001)
  - Балтійський кіноприз за найкращий скандинавський художній фільм
  - Промоційний приз NDR
- Міжнародний кінофестиваль молодого кіно в Турині (2001)
  - Нагорода Холдена за найкращий сценарій
- Міжнародний кінофестиваль у Сан-Себастьяні (2001)
  - Нагорода Міжнародної католицької організації з кіно, телебачення та радіо
- Міжнародний кінофестиваль в Уругваї (2002)
  - Спеціальний приз журі
- Скандинавський кінофестиваль у Руані (2002)
  - Приз глядацьких симпатій молоді
- Фестиваль Роберт (2002)
  - «Роберт» у категорії «Найкращий актор» (Ніколай Лі Каас)
- Мистецький кінофестиваль (2002)
  - «Золотий ключ» за найкращу режисуру мистецького художнього фільму (Оке Сандґрен)
  - Почесний знак Дона Кіхота — спеціальна згадка (Оке Сандґрен)

## Номінації
Загалом стрічка отримала 6 номінацій, зокрема:
- AFI Fest (2001)
  - Ґран-прі журі
- Міжнародний кінофестиваль молодого кіно в Турині (2001)
  - Приз міста Турин за найкращий фільм
- Міжнародний кінофестиваль у Сан-Себастьяні (2001)
  - «Золота мушля»
- Премія Боділ (2002)
  - «Боділь» у категорії «Найкращий фільм» (Оке Сандґрен)
  - «Боділь» у категорії «Найкращий актор» (Ніколай Лі Каас)
  - «Боділь» у категорії «Найкращий актор другого плану» (Троельс Мунк)

## Цікаві факти
- Фільм є вісімнадцятим, що був відзнятий у рамках руху «Догма 95»